# Racibórz
Racibórz é um município da Polônia, na voivodia da Silésia e no condado de Racibórz. Estende-se por uma área de 75,01 km², com 55 189 habitantes, segundo os censos de 2018, com uma densidade de 735,8 hab/km².